# Distretto di Cajacay
Il distretto di Cajacay è un distretto del Perù nella provincia di Bolognesi (regione di Ancash) con 1.686 abitanti al censimento 2007 dei quali 636 urbani e 1.050 rurali.
È stato istituito fin dall'indipendenza del Perù.